# Тиха ніч (фільм, 2021)
«Тиха ніч» (англ. Silent Night) — британський комедійний фільм сценаристки та режисерки Камілль Гріффін.

## Сюжет
Велика родина збирає друзів у англійському заміському маєтку, щоб весело відсвяткувати Різдво. Ідеально все, за винятком одного: усі помруть...

## У ролях
| Актор               | Роль   |
| ------------------- | ------ |
| Кіра Найтлі         | Нелл   |
| Роман Гріффін Девіс | Арт    |
| Метью Гуд           | Саймон |
| Аннабелль Волліс    | Сандра |
| Лілі-Роуз Депп      | Софі   |
| Кірбі Гавел-Батіст  | Алекс  |
| Сопе Дірісу         | Джеймс |
| Руфус Джонс         | Тоні   |
| Люсі Панч           | Белла  |

## Виробництво
У січні 2020 року було оголошено, що Камілль Гріффін зрежисує та напише сценарій для свого дебютного повнометражного фільму, а Кіра Найтлі, Роман Гріффін Девіс, Метью Гуд та Аннабелль Волліс зіграють головні ролі. Лілі-Роуз Депп, Кірбі Гавел-Батіст, Давіда Маккензі, Руфус Джонс, Сопе Дірісу та Люсі Панч приєдналися до акторського складу наступного місяця, а знімання почали 17 лютого.
Композитор фільму — Лорн Белф.